# John Charles
John Charles, CBE (27 de diciembre de 1931 - 21 de febrero de 2004) fue un futbolista galés que jugaba de delantero centro. Conocido por su etapa en el Leeds United y la Juventus, fue calificado por muchos como el futbolista más completo que haya venido de Gales. 

## Biografía
John Charles fue uno de los mejores jugadores británicos de todos los tiempos. Nació el 27 de diciembre de 1931 en Swansea (País de Gales). Se formó en las canteras del club homónimo. A los 16 años debutó con el Leeds United como centrocampista, posición donde jugó hasta 1953, año en que pasa a la punta del ataque.
Hizo su debut con la selección de su país al año siguiente en el 0-0 con Irlanda, convirtiéndose así en el jugador más joven, con 17 años (jugaría en total 38 partidos internacionales y marcaría 15 goles).
En 1957, en su última temporada en el club donde destacó, se proclama máximo goleador de la liga inglesa anotando 38 goles. Ese mismo año sería traspasado a la Juventus FC, debutando con 26 años el 8 de septiembre con victoria 3-2 sobre Hellas Verona.
En su primera temporada en las filas de la Vecchia Signora se convirtió en el máximo goleador de la Serie A con 28 goles, formando con Giampiero Boniperti y Enrique Omar Sívori, “El Trío Mágico” durante 5 temporadas (entre 1957 y 1961), conquistando los Scudettos de 1958, 1960 y 1961 y la Copa Italia en otras dos ocasiones (1959 y 1960).
Jugó su único mundial de Suecia 1958, pero a causa de una lesión no juega el partido de cuartos de final contra Brasil (derrota 0-1).A mediados de 1961, regresa al Leeds, pero al poco tiempo retorna a Italia para defender al Como, aunque unos meses más tarde ficharía por el Cardiff City galés, donde terminaría su carrera como futbolista en 1966.
En 1966 comienza su destacada labor técnica con el Hereford United FC hasta 1972 donde pondría fin a su carrera como futbolista.
En 2002, ya como dirigente, fue nombrado vicepresidente de la Federación de Fútbol de Gales y, recibiría luego la Orden del Imperio Británico.
Falleció el 21 de febrero de 2004 a los 72 años de una embolia en la ciudad de Wakefield, West Yorkshire.
Fue nombrado por su federación nacional Jugador de oro ante la UEFA en el año 2005.

## Estadísticas

### Clubes
| Leeds United Inglaterra                                                                      | 2.ª                 | 1948-49             | 3   | 0   | 0  | 0  | —  | — | 3   | 0   | 0.00 |
| Leeds United Inglaterra                                                                      | 2.ª                 | 1949-50             | 42  | 1   | 5  | 0  | —  | — | 47  | 1   | 0.02 |
| Leeds United Inglaterra                                                                      | 2.ª                 | 1950-51             | 34  | 3   | 2  | 0  | —  | — | 36  | 3   | 0.08 |
| Leeds United Inglaterra                                                                      | 2.ª                 | 1951-52             | 18  | 0   | 5  | 0  | —  | — | 23  | 0   | 0.00 |
| Leeds United Inglaterra                                                                      | 2.ª                 | 1952-53             | 40  | 26  | 1  | 1  | —  | — | 41  | 27  | 0.66 |
| Leeds United Inglaterra                                                                      | 2.ª                 | 1953-54             | 39  | 42  | 2  | 1  | —  | — | 41  | 43  | 1.04 |
| Leeds United Inglaterra                                                                      | 2.ª                 | 1954-55             | 40  | 11  | 2  | 1  | —  | — | 42  | 12  | 0.29 |
| Leeds United Inglaterra                                                                      | 2.ª                 | 1955-56             | 42  | 29  | 1  | 0  | —  | — | 43  | 29  | 0.67 |
| Leeds United Inglaterra                                                                      | 1.ª                 | 1956-57             | 40  | 38  | 1  | 1  | —  | — | 41  | 39  | 0.95 |
| Juventus · Italia                                                                            | 1.ª                 | 1957-58             | 34  | 28  | 4  | 1  | —  | — | 38  | 29  | 0.78 |
| Juventus · Italia                                                                            | 1.ª                 | 1958-59             | 30  | 19  | 4  | 5  | 2  | 0 | 36  | 24  | 0.76 |
| Juventus · Italia                                                                            | 1.ª                 | 1959-60             | 34  | 23  | 3  | 3  | —  | — | 37  | 26  | 0.89 |
| Juventus · Italia                                                                            | 1.ª                 | 1960-61             | 32  | 15  | 3  | 1  | 2  | 0 | 37  | 16  | 0.97 |
| Juventus · Italia                                                                            | 1.ª                 | 1961-62             | 21  | 8   | 4  | 2  | 6  | 0 | 31  | 10  | 0.50 |
| Juventus · Italia                                                                            | Total               | Total               | 151 | 93  | 18 | 12 | 10 | 0 | 179 | 105 | 0.59 |
| Leeds United Inglaterra                                                                      | 2.ª                 | 1962-63             | 11  | 3   | 0  | 0  | —  | — | 11  | 3   | 0.27 |
| Leeds United Inglaterra                                                                      | Total               | Total               | 309 | 153 | 19 | 4  | 0  | 0 | 328 | 157 | 0.48 |
| Roma · Italia                                                                                | 1.ª                 | 1962-63             | 10  | 4   | 3  | 0  | —  | — | 13  | 4   | 0.21 |
| Roma · Italia                                                                                | Total               | Total               | 10  | 4   | 3  | 0  | 0  | 0 | 13  | 4   | 0.21 |
| Cardiff City Inglaterra                                                                      | 2.ª                 | 1963-64             | 33  | 11  | 1  | 0  | —  | — | 34  | 11  | 0.32 |
| Cardiff City Inglaterra                                                                      | 2.ª                 | 1964-65             | 28  | 3   | 1  | 0  | —  | — | 29  | 3   | 0.10 |
| Cardiff City Inglaterra                                                                      | 2.ª                 | 1965-66             | 7   | 4   | 2  | 0  | —  | — | 9   | 4   | 0.44 |
| Cardiff City Inglaterra                                                                      |                     |                     | 68  | 18  | 4  | 0  | 0  | 0 | 72  | 18  | 0.25 |
| Total en su carrera                                                                          | Total en su carrera | Total en su carrera | 538 | 268 | 44 | 16 | 10 | 0 | 592 | 284 | 0.48 |
| (1)Incluye datos de Copa Italia y la FA Cup. (2)Incluye datos de Copa de Campeones de Europa |                     |                     |     |     |    |    |    |   |     |     |      |

## Palmarés

### Como jugador

#### Torneos nacionales
| Título        | Club         | País       | Año     |
| ------------- | ------------ | ---------- | ------- |
| Championship  | Leeds United | Inglaterra | 1955-56 |
| Serie A       | Juventus     | Italia     | 1957-58 |
| Copa Italia   | Juventus     | Italia     | 1958-59 |
| Serie A       | Juventus     | Italia     | 1959-60 |
| Copa Italia   | Juventus     | Italia     | 1959-60 |
| Serie A       | Juventus     | Italia     | 1960-61 |
| Copa de Gales | Cardiff City | Gales      | 1963-64 |
| Copa de Gales | Cardiff City | Gales      | 1964-65 |

## Premios Individuales
- Futbolista Europeo del Año (1958).
- Futbolista Más Valioso de Europa (1958).
- Caballero del Imperio Británico (2002).
- Balón de Bronce (1959).
- Capocannonieri (1958).

## Curiosidades
- 1.Fue llamado The Good Giant (El Gigante Bueno) por su carácter y por su contextura física (1.88 metros de altura y un peso aprox. de 88 kg de peso).
- 2. En una encuesta realizada entre los aficionados de la Juve fue considerado como 2.º mejor jugador extranjero de todos los tiempos tras Michel Platini [1].
- 3. Un gol suyo ante el Milan en San Siro sirvió de presentación de un programa de fútbol durante más de 20 años transmitido por La televisión italiana.

## Enlaces
- Wikimedia Commons alberga una categoría multimedia sobre John Charles.
- Jugadores de Oro del fútbol europeo: El legado del Gigante Bueno (en español).

- Datos: Q312404
- Multimedia: John Charles / Q312404